# Неику (Вранча)
Неику (рум. Neicu) насеље је у Румунији у округу Вранча у општини Панчу. Oпштина се налази на надморској висини од 270 m.

## Становништво
Према подацима из 2002. године у насељу је живело 613 становника, од којих су сви румунске националности.